# Василе Дудуми
Василе К. Дудуми (на румънски: Vasile C. Dudumi; на арумънски: Vasile C. Dudumi) е румънски лекар и общественик.

## Биография
Роден е на 25 декември 1865 година в битолското влашко село Магарево. В 1892 година завършва медицина в Букурещкия университет. Работи като общински лекар в Букурещ. На 1 октомври 1897 година става асистент в Медицинския факултет в Букурещ. На 1 април 1898 година започва работа в кожно-сифилисната клиника в Букурещ, а от 15 юли 1910 година е доцент в университета.
Дудуми е активист на арумънската емиграция в Румъния. Редактор е на „Календарул Аромънеск“. Член е на Обществото за македонорумънска култура. В 1912 година подписва мемоара на Обществото „Македония на македонците“, с който се иска Автономна Македония, тъй като областта е етнически многообразна.